# Гисбах
Гисбах (нем. Giessbach) — небольшая горная река, впадающая в Бриенцское озеро на высоте 564 метра выше уровня моря напротив города Бриенц (Швейцария), в Бернском кантоне (оберланде). Берёт начало в цепи Фаульгорн (Фаульхорн) на высоте свыше 2800 м. Длина реки невелика — всего 11 км. Однако непосредственно перед впадением в озеро она образует знаменитый каскад из 13 водопадов, расположенных один над другим, при общей высоте падения 400 м. С середины XIX века красивая группировка водопадов, обилие воды, живописность окружающих водопады скал и леса и вечернее освещение водопадов сделали Гисбах одним из самых притягательных пунктов для туристов, посещающих Бернский кантон.

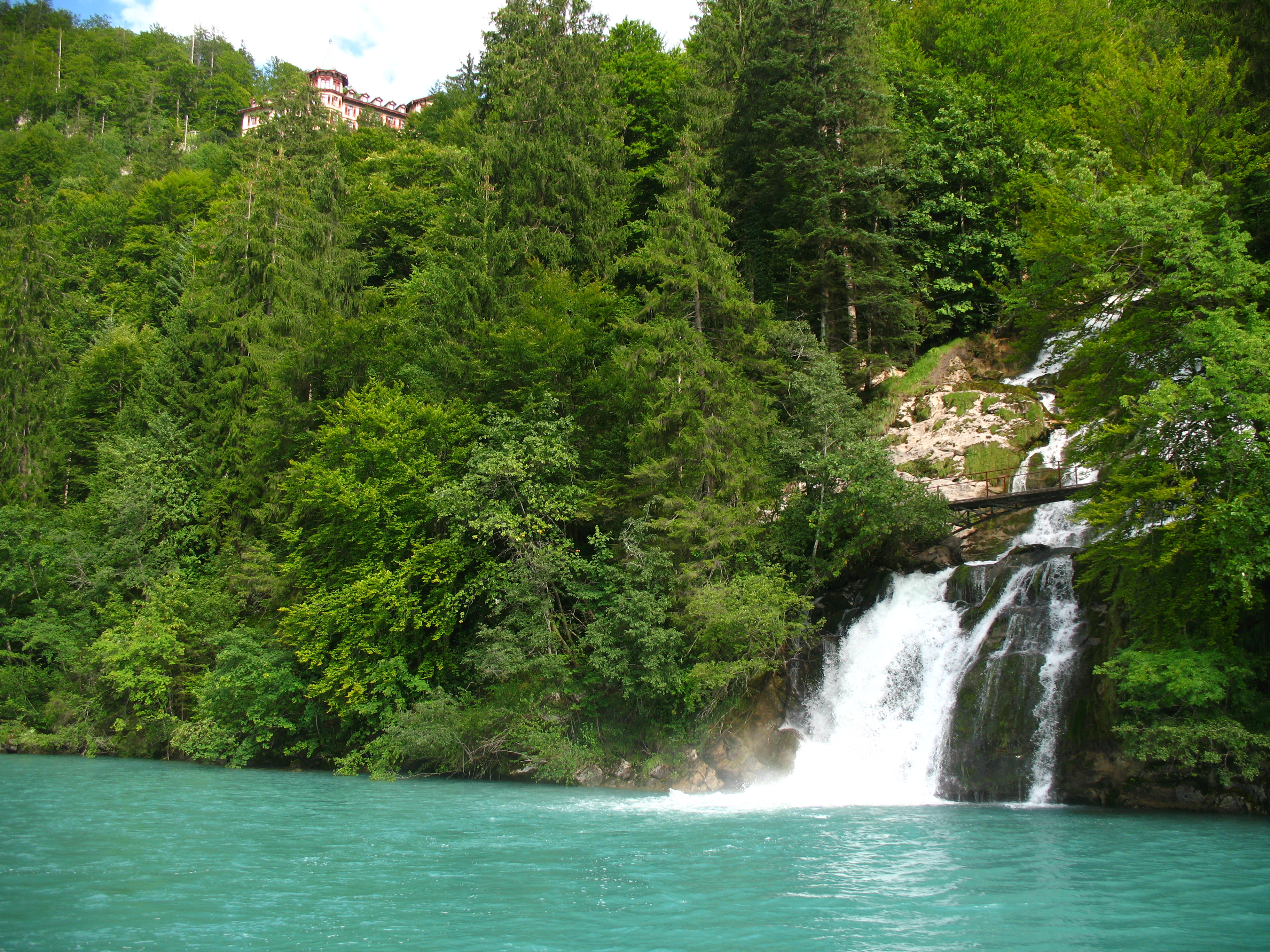
Устье Гисбаха. Бриенцское озеро
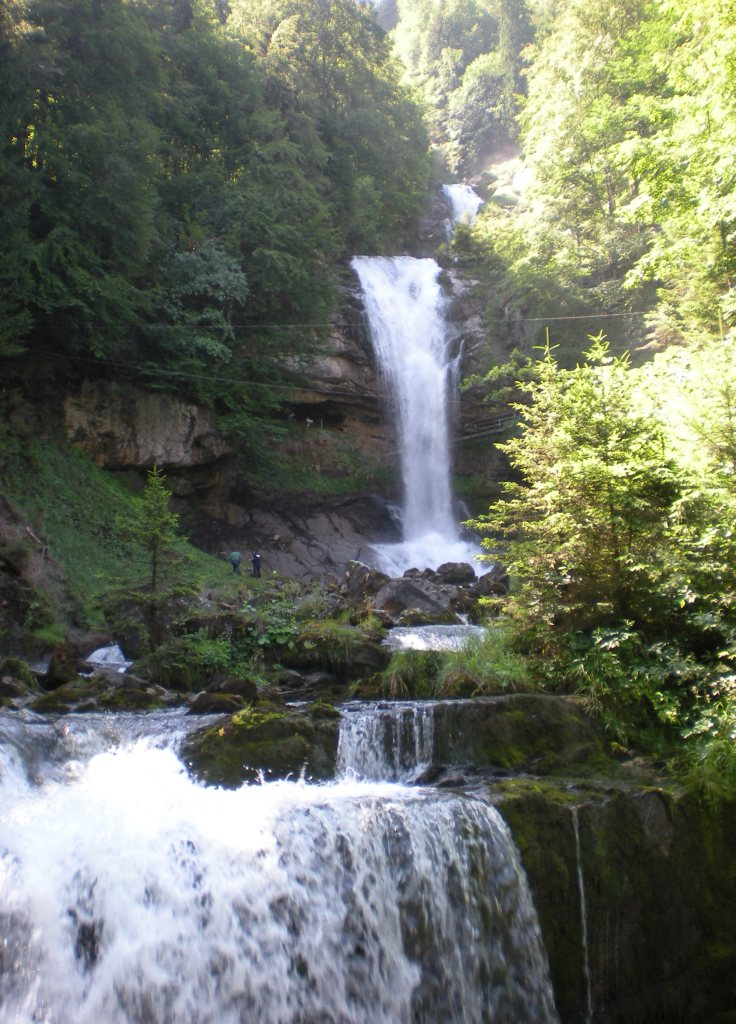
Водопад
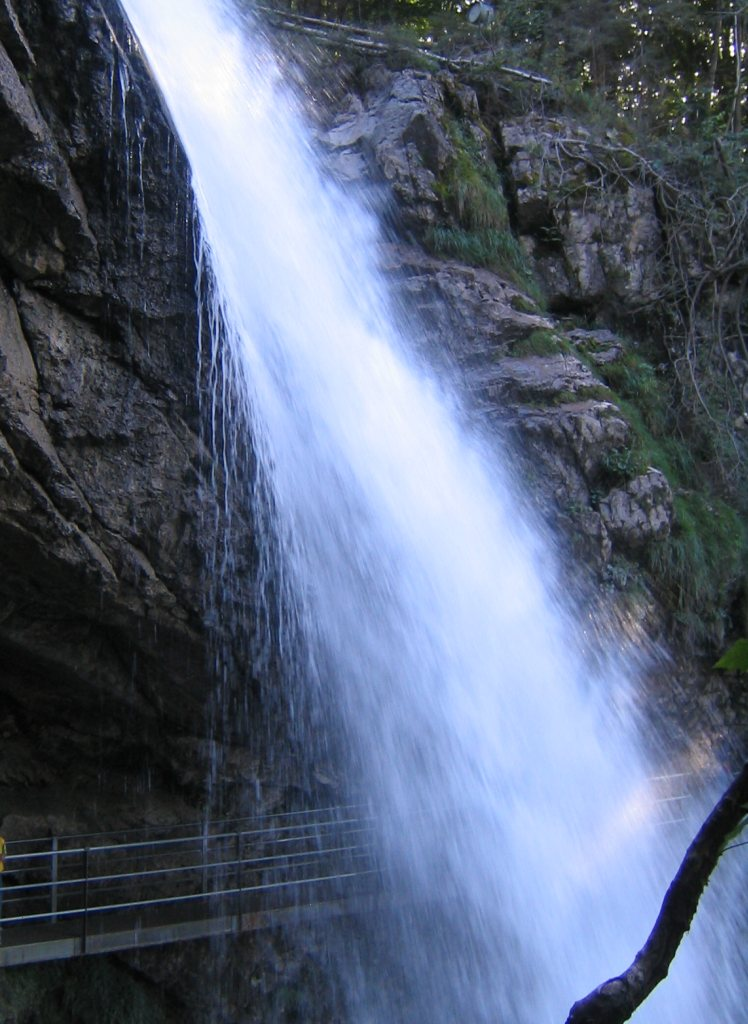
Мост над водопадом
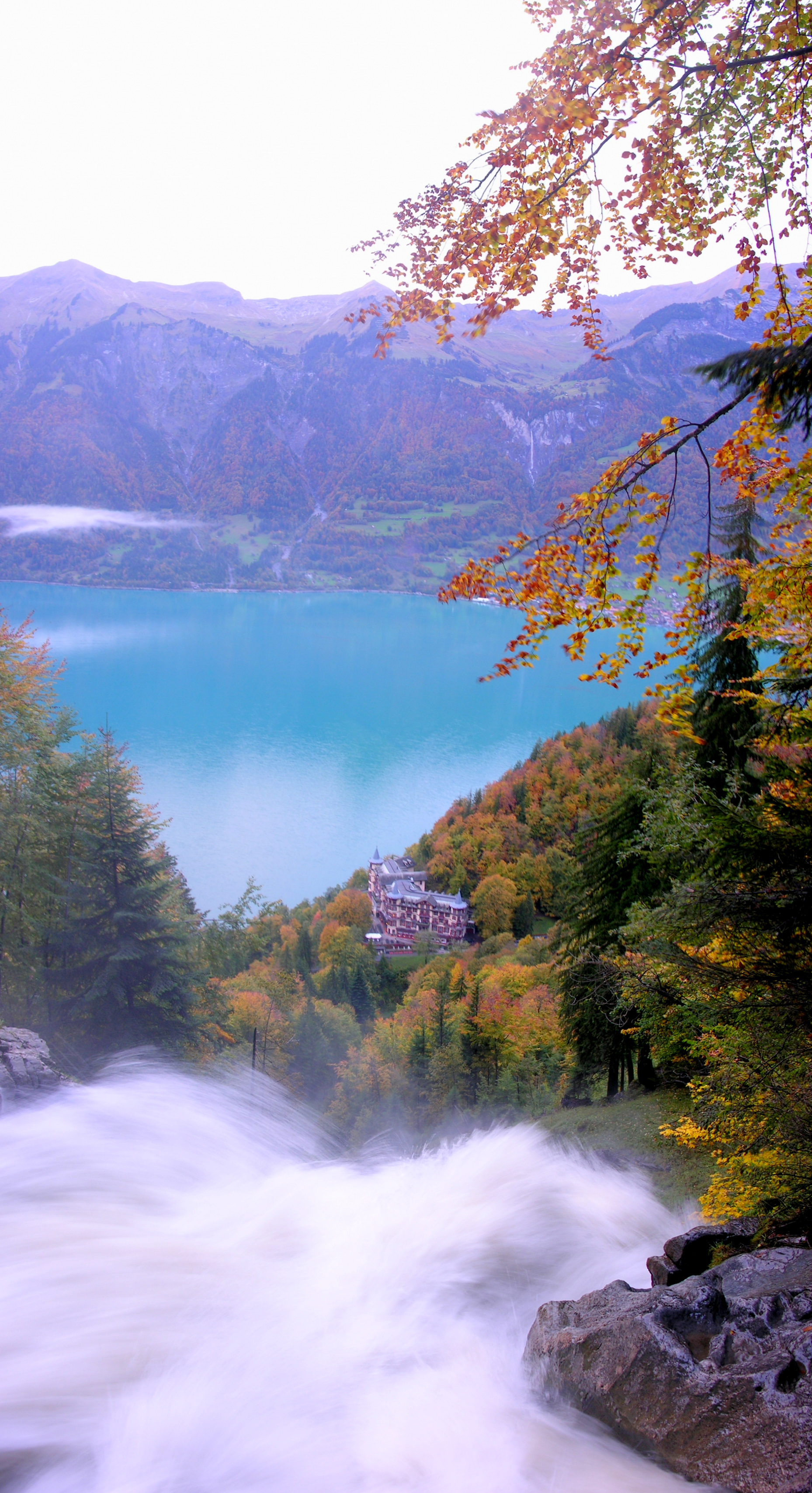
Вид на водопады сверху